# Delron Buckley
Delron Sebastian Buckley (Durban, 7 dicembre 1977) è un allenatore di calcio ed ex calciatore sudafricano, di ruolo centrocampista.

## Carriera

### Club
Passato, a livello di giovanili, dalla squadra dei Butcherfille Rovers di Durban, sua città natale, alle selezioni giovanili del Bochum, esordisce in prima squadra nel 1995. Rimane nella squadra biancoblu fino al 2004, quando passa all'Arminia Bielefeld, dove mette a segno 15 reti in 29 presenze in campionato. Il Borussia Dortmund acquista il giocatore nel 2005, ma la sua vena realizzativa si affievolisce, non segnando nemmeno un gol in 28 partite. Nel 2006-2007 gioca nel Basilea, dove realizza un gol in 22 partite. Tornato a Dortmund nel luglio 2007, trova sempre meno spazio in campo, finendo per giocare anche in seconda squadra. Il 3 febbraio 2009 si trasferisce al Magonza, ma nemmeno qui riesce a incidere.
Negli anni successivi gioca nell'Anorthōsis (massima serie cipriota) e nel Karlsruhe (seconda divisione tedesca), per poi ritornare in patria con la maglia del Maritzburg Utd.

### Nazionale
Con la nazionale del Sudafrica, Buckley totalizza 73 presenze con 10 goal tra il 1998 e il 2012, partecipando alle edizioni 1998 e 2002 del campionato mondiale.

## Palmarès

### Club

#### Competizioni nazionali
- Campionato tedesco di seconda divisione: 1

Bochum: 1995-1996